# Eureka (Missouri)
Eureka ist eine Stadt im Westen des St. Louis County und im  Jefferson County im US-amerikanischen Bundesstaat Missouri. Das U.S. Census Bureau hat bei der Volkszählung 2020 eine Einwohnerzahl von 11.646 ermittelt.
Rund drei Kilometer östlich von Eureka liegt die ehemalige Stadt Times Beach, die 1983 wegen einer Dioxinkontamination evakuiert wurde. Das gesamte Gebiet wurde wieder gereinigt und dort der Route 66 State Park eingerichtet.
1961 wurde der Vergnügungspark Six Flags St. Louis eröffnet, wodurch Eureka mittlerweile landesweite Bekanntheit erlangt hat.

## Geschichte
Der Ort Eureka wurde im Jahre 1858 entlang der nach Westen führenden Eisenbahnstrecke angelegt. Die Handelskammer in Eureka gibt an, dass der Ort dadurch entstanden sei, dass Arbeiter für den Eisenbahnbau den besten Weg für die weitere Streckenführung und den Ort für das nächste Bahnarbeiterlager suchten. Als sie in die Umgebung der heutigen Stadt kamen, stellten sie fest, dass hier der beste Platz sein müsse und sie riefen "Eureka!", das griechische Wort für "Wir haben es gefunden!" und so entstand an dieser Stelle das Lager und daraus die spätere Stadt.
Im Jahre 1890 hatte der Ort rund 100 Häuser. Acht Jahre später entstand die St. Louis Children's Industrial Farm, die das Ziel hatte, Stadtkindern aus St. Louis einen Einblick in das Leben auf dem Lande zu geben. Das heutige Wyman Center ist daraus hervorgegangen.

### Allenton
Die frühere Stadt Allenton lag an der berühmten Route 66. 1985 wurde der Ort nach Eureka eingemeindet. Der Ort wirkt heute noch sehr ländlich, eine Reihe Landwirtschaftsbetriebe bestehen hier.

## Geografie
Eureka liegt auf 38°30'10" nördlicher Breite und 90°38'42" westlicher Länge. Die Stadt erstreckt sich auf 26,2 km², die sich auf 26,0 km² Land- und 0,2 km² Wasserfläche verteilen.
Eureka liegt 44 km südöstlich von St. Louis.

## Demografische Daten
Bei der Volkszählung im Jahre 2000 wurde eine Einwohnerzahl von 7676 ermittelt. Diese verteilten sich auf 2487 Haushalte in 2064 Familien. Die Bevölkerungsdichte lag bei 294,9/km². Es gab 2.622 Gebäude, was einer Dichte von 100,7/km² entspricht.
Die Bevölkerung bestand im Jahre 2000 aus 97,38 % Weißen, 0,82 % Asiaten, 0,57 % Afroamerikanern, 0,20 % Indianern und 0,26 % anderen. 0,77 % gaben an, von mindestens zwei dieser Gruppen abzustammen. 1,22 % der Bevölkerung bestand aus Hispanics, die verschiedenen der genannten Gruppen angehörten.
31,9 % waren unter 18 Jahren, 5,7 % zwischen 18 und 24, 34,4 % von 25 bis 44, 19,5 % von 45 bis 64 und 8,5 % 65 und älter. Das durchschnittliche Alter lag bei 34 Jahren. Auf 100 Frauen kamen statistisch 94,9 Männer, bei den über 18-Jährigen 89,5.
Das durchschnittliche Einkommen pro Haushalt betrug $74.301, das durchschnittliche Familieneinkommen bei $80.625. Das Einkommen der Männer lag durchschnittlich bei $51.799, das der Frauen bei $33.269. Das Pro-Kopf-Einkommen lag bei $27.553. Rund 1,3 % der Familien und 2,2 % der Gesamtbevölkerung lagen mit ihrem Einkommen unter der Armutsgrenze.